# Manuripi (provins)

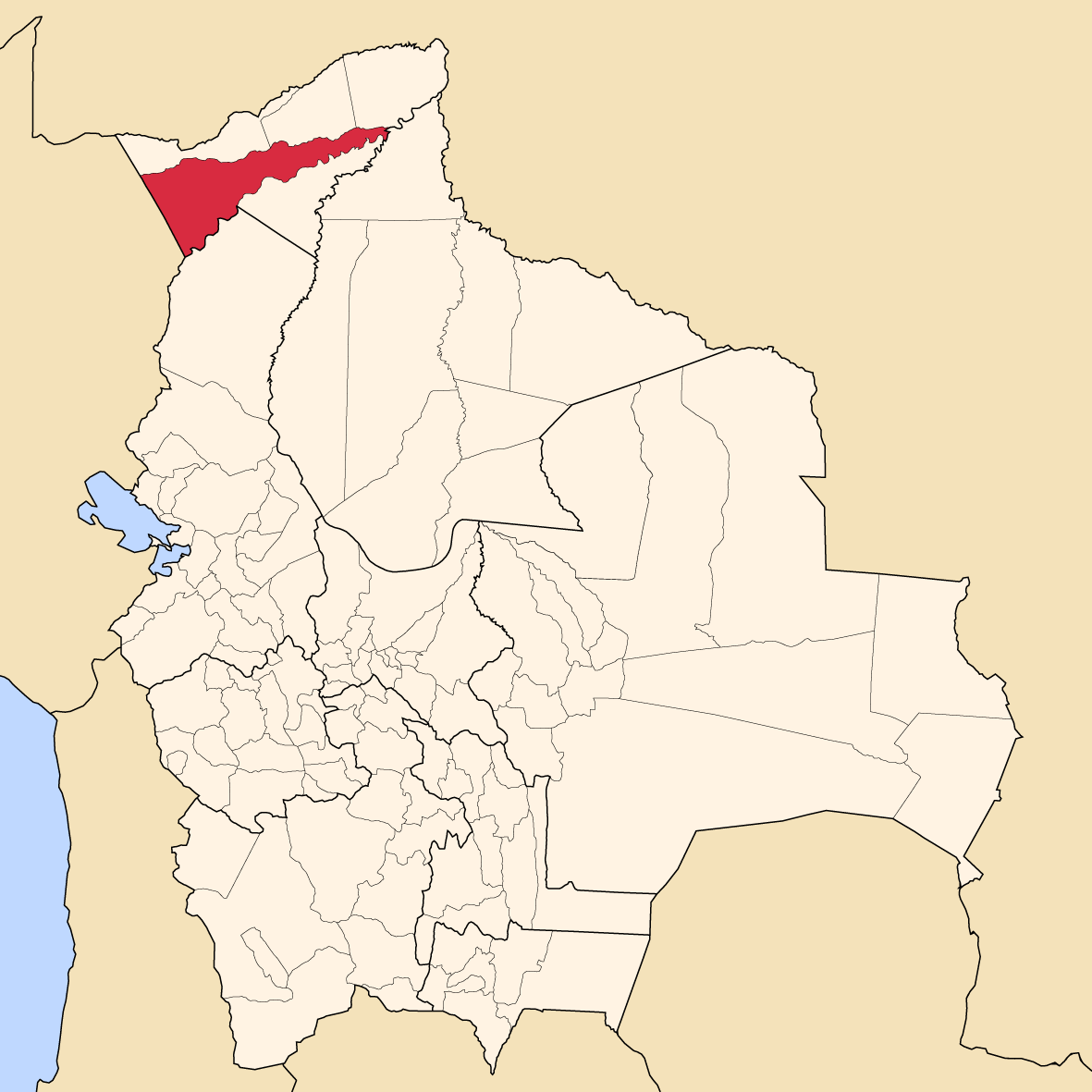
Provinsens läge i Bolivia

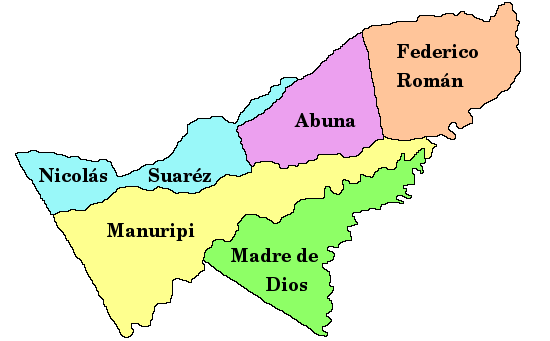
Provinser i Pando

Manuripi är en provins i departementet Pando i Bolivia. Den administrativa huvudorten är Puerto Rico.